# Максимилиан Монжела
Максимилиан Монжела (на немски: Maximilian von Montgelas, с пълно име Maximilian Carl Joseph Franz de Paula Hieronymus Graf von Montgelas, * 12 септември 1759 в Мюнхен, † 14 юни 1838 в Мюнхен) е баварски политик и държавен реформатор от 19 век. Той е министър от 1799 до 1817 г. при курфюрст и по-късен крал на Бавария Максимилиан I.
Максимилиан Монжела е обучен юрист и историк. Той е второто дете след сестра му Йозефа на баварския генералмайор Янус фрайхер фон Монжела (1710–1767) и Урсула (1720–1760), родена графиня Траунер, която умира половин година след раждането му. През 1767 г. умира и баща му, който произлиза от Савоя. За сираците се грижи неговият кръстник баварският курфюрст Максимилиан III Йозеф.
От 1764 до 1770 г. Монжела посещава колежа в Нанси в херцогство Лотарингия. От 1770 до 1776 г. той следва право на университет Страсбург. Една година той изучава баварско право в Мюнхен и на университета в Инголщат, където получава отлична диплома през 1777 г. („mit außerordentlichem Lob“). През същата година той получава службата дворцов съветник на баварския курфюрст Максимилиан III Йозеф и след неговата смърт работи и при Карл Теодор.
Той е член на Масонския St Théodore du Bon Conseil в Мюнхен, през 1785 г. член на Баварската академия на науките. Същата година се открива неговото членство в Илюминатския орден, което довежда до конфликти с неговия работодател. Затова той напуска през 1787 г. Карл Теодор и започва работа при Вителсбахския херцог на Пфалц-Цвайбрюкен Карл II Аугуст, където разработва концепти за реформа на Бавария. През 1799 г. след смъртта на Карл Теодор, неговият последник курфюрст Максимилиан IV Йозеф в Мюнхен го прави външен министър на Бавария. Той е толкова компетентен, че по днешни представи той има функцията на министър-президент. Монжела избягва кралския двор, но дава лично приеми за дипломати, държавни чиновници, хора на изкуството и науките.
Монжела живее и работи първо в Мюнхенската резиденция. През 1803 г. той се жени за с 20 години по-младата графиня фон Арко и живее в „палат Монжела“, където до 1817 г. и след това се намирало и министерството на външните работи. Днес палатът е част от луксозния хотел Bayerischer Hof на Променадеплац.
От 1803 до 1806 г. и от 1809 до 1817 г. той е министър на финансите и от 1806 до 1817 г. вътрешен министър. Към края на 1809 г. Монжела е издигнат в графското съсловие.
През 1817 г. трон-принц Лудвиг I е главен организатор на смъкването на министъра граф Монжела.
На 14 юни 1838 г. граф Монжела умира на 79 г. в своя градски палат в Мюнхен. Той е погребан в гробницата на дворец Ахам.

## Семейство
Максимилиан фон Монжела е женен за Ернестине фон Арко (* 5 юли 1779, † 17 юни 1820 в Лука), дъщеря на граф Игнац фон Арко (1741–1812). Те имат следните деца:
- Каролине Аугусте Франциска (1804–1860) ∞ Freiherr Макс фон Фрайберг, министерски съветник
- Максимилиан (1807–1870) ∞ Елизабет Й. Ватс-Русел
- Мария Рупертине Ернестине (1808–1822)
- Мария Амалия (1810–1875)
- Мария Хортензия (1811–1895)
- Терезия (1812–1872)
- Лудвиг (1814–1892), баварски посланик в Санкт Петербург и Берлин
- Хайнрих Рудолф Макс Едуард (1817–1847)